# Историческое здание Словацкого национального театра
Историческое здание Словацкого национального театра (словац. Historická budova Slovenského národného divadla) — здание в стиле неоренессанс на площади Гвездослава в Братиславе, в настоящее время — оперная сцена Словацкого национального театра. Здание является национальным памятником культуры.
Было построено по проекту венского архитектурного бюро Фердинанда Феллнера и Германа Гельмера. Братиславский Словацкий национальный театр — один из 45 их проектов на территории бывшей Австро-Венгрии. Несмотря на сложность проекта, здание театра построено в чрезвычайно короткие сроки — в период с августа 1884 года по сентябрь 1886 года. Выбранный стиль необарокко удовлетворял потребность в пышности, свойственной значимым имперским зданиям.

## История
На месте, где сегодня стоит историческое здание Словацкого национального театра, с 1776 года располагался городской театр, выстроенный по заказу графа Юрая Цсакского по проекту Матея Вальха. Заменившее его здание открыто 22 сентября 1886 года. Интерьер освещался 800 газовыми лампами. Братиславский муниципальный театр изначально использовался для выступлений немецких и венгерских трупп, а с 1920 года он стал домом Словацкого национального театра. На здании установлена статуя Йожефа Аттилы и Ференца Листа.
Историческое здание Словацкого национального театра было приспособлено к растущим потребностям театральной деятельности путём реконструкции в 1935 году, когда было построено новое техническое оборудование для сцены. В 1949 году потребовался ремонт фундамента, повреждённого бомбардировками, кроме этого был проведен ремонт зрительного зала, фойе и салона первого этажа. Техническое оборудование 1930-х годов прослужило ещё долго после Второй мировой войны, вплоть до капитальной реконструкции театра, состоявшейся в 1969-1972 годах.

## Реконструкция здания Словацкого национального театра
Концепцию этой реконструкции, которая включала в себя строительство современной пристройки в задней части здания на площади Коменского, разработал Владимир Хазуха, тогдашний руководитель технического отдела театра. Автором проекта был инженер Раймунд Хирт. Генеральным проектировщиком выступил Ставопроект Братислава, а сценическую технологию разработали фмрмы Banské projekty Bratislava и Divadelná služba из Брно. Генеральным подрядчиком выступила Братиславская строительная компания, в строительстве участвовало более 120 подрядчиков.
Здание является памятником архитектуры, поэтому фасад, интерьер зрительного зала, входного фойе и салона первого этажа должны были сохраниться в первоначальном стиле. Однако в зрительном зале были произведены принципиальные изменения и уменьшено количество мест для большего комфорта зрителей. Все остальные помещения были модернизированы: центральная гардеробная в подвале, буфеты на втором этаже и комнаты для курения на первом и третьем этажах. В современной пристройке расположены офисы руководства Словацкого национального театра.
Зрительный зал исторического здания Словацкого национального театра вмещает 609 зрителей. Площадь оркестра — 72 квадратных метра, максимальная ширина — 15 метров. Портальное зеркало имеет ширину 10,5 м и высоту 7 м. Сцена имеет ширину 18 метров, глубину 17,5 метров и высоту 21,3 метра. Диаметр поворотной платформы составляет 13 метров.
Интерьер украшали частично разрушенные аллегорические картины К. Спаньи в фойе и картины барона Люттгендорф-Лейнбурга в зрительном зале. Над главным порталом поместили каменную группу музы Талии работы венского скульптора [Теодора Фридла и масок-символов трагедии и комедии работы мастерской Виктора Тильгнера.
Перед зданием построили фонтан «Ганимед», автором которого был В. Тильгнер.

## Бюсты на фасаде
Первоначально на фасаде здания были установлены 5 бюстов — Листа, Шекспира, Гёте и двух венгерских писателей Й. Катона и М. Вёрёшмарти, созданных венским скульптором В. Марженька. В 1936 году во время ремонта фасада бюсты сняли, чтобы освободить место для словацких и чешских деятелей культуры. До создания новых бюстов так и не дошло, а оригинальные оставались в подвале театра до 1972 года, когда их (за исключением Вёрёшмарти, который был утерян) передали в Словацкой национальной галерее. В 2003 году копии бюстов были установлены на прежнее место. Утерянный бюст Вёрёшмарти был заменён бюстом Моцарта.

## Галерея
- Фонтан Ганимед
- Театр ночью
- Амур с маской и скипетром, символ драматического искусства.
- Статуя Талии
- Эрос с лирой и лавровым венком, символом музыки.

- Гёте
- Шекспир
- Моцарт
- Лист
- Катона